# Contea di Humphreys (Tennessee)
La contea di Humphreys in inglese Humphreys County è una contea dello Stato del Tennessee, negli Stati Uniti. La popolazione al censimento del 2000 era di 17 929 abitanti. Il capoluogo di contea è Waverly.